# André Schembri
André Schembri (Floriana, 27 maggio 1986) è un ex calciatore maltese, di ruolo attaccante.

## Biografia
È figlio di Eric Schembri, anche lui nazionale maltese e a sua volta figlio di un altro nazionale, ovvero Salvinu Schembri.
André Schembri è stato citato nell'autobiografia del grande ex calciatore italiano Andrea Pirlo per via dell'assfissiante marcatura effettuata su di lui, tanto da essere ritenuto dallo stesso Pirlo il giocatore più duro che abbia affrontato.

## Carriera

### Club
La sua carriera è iniziata giocando con la squadra dell'Hibernians. Dopo tre stagioni, esattamente nel calciomercato di gennaio 2005, si trasferisce allo Marsaxlokk, con cui ha vinto per la prima volta il campionato maltese, il primo storico titolo nazionale per il club. Nel 2007 ha iniziato il suo percorso verso il calcio europeo, quando è passato in prestito alla squadra tedesca dell'Eintracht Braunschweig, conquistando la promozione alla terza divisione tedesca. Nella stagione successiva ritorna a giocare nella Regionalliga Nord, questa volta con il Carl Zeiss Jena, sempre con la formula del prestito. Il 20 giugno 2009 firma un biennale per l'Austria Kärnten. Dopo solo sette mesi con la squadra austriaca, si trasferisce alla squadra ungherese del Ferencváros. Dopo un periodo di ambientamento, nella stagione 2010-11 diventa una pedina fondamentale della squadra e finisce la stagione segnando 16 gol in campionato. Nell'estate del 2011 si aggrega alla squadra greca dell'Olympiakos Volou, per passare poco dopo al Panionios.
Nel 2012 passa ufficialmente ai ciprioti dell'Omonia Nicosia. Dopo due anni in Cipro, passa al FSV Francoforte, in terza divisione tedesca, ma qui colleziona solo 9 presenze e nessun gol. Dopo l’annata in Germania torna all’Omonia dove si rende nuovamente protagonista di ottime performance. Nel 2017 il giocatore passa in Portogallo, al Boavista, dove ottiene 3 reti in 30 presenze. Conclusa la stagione, Schembri ritorna in Cipro, questa volta all’Apollon Limassol, dove esordisce nella fase a gironi di Europa League 2018-2019.

### Nazionale
Ha giocato nella nazionale maltese Under-21.
Ha esordito con la nazionale maggiore maltese il 4 giugno 2006, nell'amichevole persa per 1-0 contro il Giappone. Ha segnato i suoi primi due gol nella vittoria storica per 2-1 contro l'Ungheria nelle qualificazioni al campionato europeo di calcio 2008, disputata l'11 ottobre 2007. Segna il suo terzo gol con la nazionale quando mette a segno il secondo goal dei maltesi contro la Turchia, finita 2-2.

## Statistiche

### Presenze e reti nei club
Statistiche aggiornate al 1º novembre 2019.
| Stagione                | Squadra                 | Campionato              | Campionato | Campionato | Coppe nazionali | Coppe nazionali | Coppe nazionali | Coppe continentali | Coppe continentali | Coppe continentali | Altre coppe | Altre coppe | Altre coppe | Totale | Totale |
| Stagione                | Squadra                 | Comp                    | Pres       | Reti       | Comp            | Pres            | Reti            | Comp               | Pres               | Reti               | Comp        | Pres        | Reti        | Pres   | Reti   |
| ----------------------- | ----------------------- | ----------------------- | ---------- | ---------- | --------------- | --------------- | --------------- | ------------------ | ------------------ | ------------------ | ----------- | ----------- | ----------- | ------ | ------ |
| 2007-2008               | E. Braunschweig         | RL                      | 29         | 9          | CG              | 0               | 0               | -                  | -                  | -                  | -           | -           | -           | 29     | 9      |
| 2008-2009               | Carl Zeiss Jena         | DL                      | 32         | 4          | CG              | 3               | 2               | -                  | -                  | -                  | -           | -           | -           | 35     | 6      |
| 2009-gen. 2010          | Austria Kärnten         | BL                      | 13         | 1          | CA              | 2               | 1               | -                  | -                  | -                  | -           | -           | -           | 15     | 2      |
| gen.-giu. 2010          | Ferencváros             | NB I                    | 9          | 0          | MK+CdL          | 0+6             | 0               | -                  | -                  | -                  | -           | -           | -           | 15     | 0      |
| 2010-2011               | Ferencváros             | NB I                    | 27         | 16         | MK+CdL          | 1+0             | 1               | -                  | -                  | -                  | -           | -           | -           | 28     | 17     |
| Totale Ferencváros      | Totale Ferencváros      | Totale Ferencváros      | 36         | 16         |                 | 7               | 1               |                    | -                  | -                  |             | -           | -           | 43     | 17     |
| ago. 2011               | Olympiakos Volos        | SL                      | -          | -          | CG              | -               | -               | UEL                | 4                  | 1                  | -           | -           | -           | 4      | 1      |
| ago. 2011-2012          | Panionios               | SL                      | 21         | 4          | CG              | 3               | 1               | -                  | -                  | -                  | -           | -           | -           | 24     | 5      |
| 2012-2013               | Omonia                  | AK                      | 20+5       | 4+2        | CC              | 5               | 2               | UEL                | -                  | -                  | SC          | -           | -           | 30     | 8      |
| 2013-2014               | Omonia                  | AK                      | 23+10      | 11+6       | CC              | 2               | 0               | UEL                | 2                  | 0                  | -           | -           | -           | 37     | 17     |
| 2014-gen. 2015          | FSV Francoforte         | ZL                      | 9          | 0          | CG              | 2               | 1               | -                  | -                  | -                  | -           | -           | -           | 11     | 1      |
| gen.-giu. 2015          | Omonia                  | AK                      | 7+8        | 1+3        | CC              | 6               | 6               | UEL                | -                  | -                  | -           | -           | -           | 21     | 10     |
| 2015-2016               | Omonia                  | AK                      | 22+8       | 11+4       | CC              | 6               | 1               | UEL                | 6                  | 1                  | -           | -           | -           | 42     | 17     |
| Totale Omonia           | Totale Omonia           | Totale Omonia           | 103        | 42         |                 | 19              | 9               |                    | 8                  | 1                  |             | -           | -           | 130    | 52     |
| 2016-2017               | Boavista                | PL                      | 30         | 3          | CP+CdL          | 2+0             | 1               | -                  | -                  | -                  | -           | -           | -           | 32     | 4      |
| 2017-2018               | Apollon Limassol        | AK                      | 22+7       | 4+1        | CC              | 6               | 3               | UEL                | 6+6                | 4+1                | SC          | 1           | 1           | 48     | 14     |
| 2018-2019               | Apollon Limassol        | AK                      | 19+9       | 3+2        | CC              | 3               | 1               | UEL                | 5+3                | 0                  |             | -           | -           | 39     | 6      |
| Totale Apollon Limassol | Totale Apollon Limassol | Totale Apollon Limassol | 57         | 10         |                 | 9               | 4               |                    | 20                 | 5                  |             | 1           | 1           | 87     | 20     |
| 2019-2020               | Chennaiyin              | ISL                     | 15+3       | 5          | SC              | -               | -               |                    | -                  | -                  |             | -           | -           | 18     | 5      |
| Totale carriera         | Totale carriera         | Totale carriera         | 348        | 94         |                 | 47              | 20              |                    | 32                 | 7                  |             | 1           | 1           | 428    | 122    |

### Cronologia presenze e reti in Nazionale
| Cronologia completa delle presenze e delle reti in nazionale ― Malta | Cronologia completa delle presenze e delle reti in nazionale ― Malta | Cronologia completa delle presenze e delle reti in nazionale ― Malta | Cronologia completa delle presenze e delle reti in nazionale ― Malta | Cronologia completa delle presenze e delle reti in nazionale ― Malta | Cronologia completa delle presenze e delle reti in nazionale ― Malta | Cronologia completa delle presenze e delle reti in nazionale ― Malta | Cronologia completa delle presenze e delle reti in nazionale ― Malta |
| Data                                                                 | Città                                                                | In casa                                                              | Risultato                                                            | Ospiti                                                               | Competizione                                                         | Reti                                                                 | Note                                                                 |
| -------------------------------------------------------------------- | -------------------------------------------------------------------- | -------------------------------------------------------------------- | -------------------------------------------------------------------- | -------------------------------------------------------------------- | -------------------------------------------------------------------- | -------------------------------------------------------------------- | -------------------------------------------------------------------- |
| 29-2-2012                                                            | Ta' Qali                                                             | Malta                                                                | 2 – 1                                                                | Liechtenstein                                                        | Amichevole                                                           | -                                                                    | 76’                                                                  |
| 2-6-2012                                                             | Lussemburgo                                                          | Lussemburgo                                                          | 0 – 2                                                                | Malta                                                                | Amichevole                                                           | -                                                                    | 81’                                                                  |
| 14-8-2012                                                            | Serravalle                                                           | San Marino                                                           | 2 – 3                                                                | Malta                                                                | Amichevole                                                           | -                                                                    | 46’                                                                  |
| 7-9-2012                                                             | Ta' Qali                                                             | Malta                                                                | 0 – 1                                                                | Armenia                                                              | Qual. Mondiali 2014                                                  | -                                                                    |                                                                      |
| 11-9-2012                                                            | Modena                                                               | Italia                                                               | 2 – 0                                                                | Malta                                                                | Qual. Mondiali 2014                                                  | -                                                                    | 70’                                                                  |
| 12-10-2012                                                           | Plzeň                                                                | Rep. Ceca                                                            | 3 – 1                                                                | Malta                                                                | Qual. Mondiali 2014                                                  | -                                                                    | 87’                                                                  |
| 14-11-2012                                                           | Vaduz                                                                | Liechtenstein                                                        | 0 – 1                                                                | Malta                                                                | Amichevole                                                           | -                                                                    |                                                                      |
| 6-2-2013                                                             | Ta' Qali                                                             | Malta                                                                | 0 – 0                                                                | Irlanda del Nord                                                     | Amichevole                                                           | -                                                                    | 90+2’                                                                |
| 22-3-2013                                                            | Sofia                                                                | Bulgaria                                                             | 6 – 0                                                                | Malta                                                                | Qual. Mondiali 2014                                                  | -                                                                    |                                                                      |
| 26-3-2013                                                            | Ta' Qali                                                             | Malta                                                                | 0 – 2                                                                | Italia                                                               | Qual. Mondiali 2014                                                  | -                                                                    |                                                                      |
| 7-6-2013                                                             | Erevan                                                               | Armenia                                                              | 0 – 1                                                                | Malta                                                                | Qual. Mondiali 2014                                                  | -                                                                    |                                                                      |
| 14-8-2013                                                            | Baku                                                                 | Azerbaigian                                                          | 3 – 0                                                                | Malta                                                                | Amichevole                                                           | -                                                                    | 73’                                                                  |
| 6-9-2013                                                             | Ta' Qali                                                             | Malta                                                                | 1 – 2                                                                | Danimarca                                                            | Qual. Mondiali 2014                                                  | -                                                                    |                                                                      |
| 10-9-2013                                                            | Ta' Qali                                                             | Malta                                                                | 1 – 2                                                                | Bulgaria                                                             | Qual. Mondiali 2014                                                  | -                                                                    | 64’                                                                  |
| 15-10-2013                                                           | Copenaghen                                                           | Danimarca                                                            | 6 – 0                                                                | Malta                                                                | Qual. Mondiali 2014                                                  | -                                                                    |                                                                      |
| 19-11-2013                                                           | Ta' Qali                                                             | Malta                                                                | 3 – 2                                                                | Fær Øer                                                              | Amichevole                                                           | -                                                                    |                                                                      |
| 4-9-2014                                                             | Žilina                                                               | Slovacchia                                                           | 1 – 0                                                                | Malta                                                                | Amichevole                                                           | -                                                                    | 78’                                                                  |
| 9-9-2014                                                             | Zagabria                                                             | Croazia                                                              | 2 – 0                                                                | Malta                                                                | Qual. Euro 2016                                                      | -                                                                    |                                                                      |
| 10-10-2014                                                           | Ta' Qali                                                             | Malta                                                                | 0 – 3                                                                | Norvegia                                                             | Qual. Euro 2016                                                      | -                                                                    | 85’                                                                  |
| 13-10-2014                                                           | Ta' Qali                                                             | Malta                                                                | 0 – 1                                                                | Italia                                                               | Qual. Euro 2016                                                      | -                                                                    | 86’                                                                  |
| 16-11-2014                                                           | Sofia                                                                | Bulgaria                                                             | 1 – 1                                                                | Malta                                                                | Qual. Euro 2016                                                      | -                                                                    | 78’                                                                  |
| 25-3-2015                                                            | Tbilisi                                                              | Georgia                                                              | 2 – 0                                                                | Malta                                                                | Amichevole                                                           | -                                                                    | Cap.                                                                 |
| 28-3-2015                                                            | Baku                                                                 | Azerbaigian                                                          | 2 – 0                                                                | Malta                                                                | Qual. Euro 2016                                                      | -                                                                    | 81’                                                                  |
| 8-6-2015                                                             | Ta' Qali                                                             | Malta                                                                | 2 – 0                                                                | Lituania                                                             | Amichevole                                                           | -                                                                    | 89’                                                                  |
| 12-6-2015                                                            | Ta' Qali                                                             | Malta                                                                | 0 – 1                                                                | Bulgaria                                                             | Qual. Euro 2016                                                      | -                                                                    | 76’                                                                  |
| 3-9-2015                                                             | Firenze                                                              | Italia                                                               | 1 – 0                                                                | Malta                                                                | Qual. Euro 2016                                                      | -                                                                    | 73’                                                                  |
| 6-9-2015                                                             | Ta' Qali                                                             | Malta                                                                | 2 – 2                                                                | Azerbaigian                                                          | Qual. Euro 2016                                                      | -                                                                    |                                                                      |
| 10-10-2015                                                           | Oslo                                                                 | Norvegia                                                             | 2 – 0                                                                | Malta                                                                | Qual. Euro 2016                                                      | -                                                                    | 80’                                                                  |
| 13-10-2015                                                           | Ta' Qali                                                             | Malta                                                                | 0 – 1                                                                | Croazia                                                              | Qual. Euro 2016                                                      | -                                                                    | 90+2’                                                                |
| 11-11-2015                                                           | Istanbul                                                             | Giordania                                                            | 2 – 0                                                                | Malta                                                                | Amichevole                                                           | -                                                                    | 71’                                                                  |
| 24-3-2016                                                            | Ta' Qali                                                             | Malta                                                                | 0 – 0                                                                | Moldavia                                                             | Amichevole                                                           | -                                                                    | Cap. 84’                                                             |
| 31-8-2016                                                            | Pärnu                                                                | Estonia                                                              | 1 – 1                                                                | Malta                                                                | Amichevole                                                           | -                                                                    | Cap. 85’                                                             |
| 4-9-2016                                                             | Ta' Qali                                                             | Malta                                                                | 1 – 5                                                                | Scozia                                                               | Qual. Mondiali 2018                                                  | -                                                                    | Cap. 66’                                                             |
| 8-10-2016                                                            | Londra                                                               | Inghilterra                                                          | 2 – 0                                                                | Malta                                                                | Qual. Mondiali 2018                                                  | -                                                                    | Cap. 86’                                                             |
| 11-10-2016                                                           | Vilnius                                                              | Lituania                                                             | 2 – 0                                                                | Malta                                                                | Qual. Mondiali 2018                                                  | -                                                                    | 83’                                                                  |
| 11-11-2016                                                           | Ta' Qali                                                             | Malta                                                                | 0 – 1                                                                | Slovenia                                                             | Qual. Mondiali 2018                                                  | -                                                                    |                                                                      |
| 15-11-2016                                                           | Ta' Qali                                                             | Malta                                                                | 0 – 2                                                                | Islanda                                                              | Amichevole                                                           | -                                                                    | Cap. 64’                                                             |
| 26-3-2017                                                            | Ta' Qali                                                             | Malta                                                                | 1 – 3                                                                | Slovacchia                                                           | Qual. Mondiali 2018                                                  | -                                                                    | 90+1’                                                                |
| 6-6-2017                                                             | Graz                                                                 | Ucraina                                                              | 0 – 1                                                                | Malta                                                                | Amichevole                                                           | -                                                                    | Cap. 60’                                                             |
| 10-6-2017                                                            | Lubiana                                                              | Slovenia                                                             | 2 – 0                                                                | Malta                                                                | Qual. Mondiali 2018                                                  | -                                                                    | Cap. 62’                                                             |
| 1-9-2017                                                             | Ta' Qali                                                             | Malta                                                                | 0 – 4                                                                | Inghilterra                                                          | Qual. Mondiali 2018                                                  | -                                                                    | Cap. 86’                                                             |
| 4-9-2017                                                             | Glasgow                                                              | Scozia                                                               | 1 – 0                                                                | Malta                                                                | Qual. Mondiali 2018                                                  | -                                                                    | Cap. 71’                                                             |
| 5-10-2017                                                            | Ta' Qali                                                             | Malta                                                                | 1 – 1                                                                | Lituania                                                             | Qual. Mondiali 2018                                                  | -                                                                    | Cap. 46’                                                             |
| 8-10-2017                                                            | Trnava                                                               | Slovacchia                                                           | 3 – 0                                                                | Malta                                                                | Qual. Mondiali 2018                                                  | -                                                                    | Cap. 82’                                                             |
| 12-11-2017                                                           | Ta' Qali                                                             | Malta                                                                | 0 – 3                                                                | Estonia                                                              | Amichevole                                                           | -                                                                    | 59’                                                                  |
| 22-3-2018                                                            | Ta' Qali                                                             | Malta                                                                | 0 – 1                                                                | Lussemburgo                                                          | Amichevole                                                           | -                                                                    | Cap.                                                                 |
| 26-3-2018                                                            | Belek                                                                | Finlandia                                                            | 5 – 0                                                                | Malta                                                                | Amichevole                                                           | -                                                                    | Cap. 24’ 62’                                                         |
| 7-9-2018                                                             | Tórshavn                                                             | Fær Øer                                                              | 3 – 1                                                                | Malta                                                                | UEFA Nations League 2018-2019 - 1º turno                             | -                                                                    |                                                                      |
| 10-9-2018                                                            | Ta' Qali                                                             | Malta                                                                | 1 – 1                                                                | Azerbaigian                                                          | UEFA Nations League 2018-2019 - 1º turno                             | -                                                                    |                                                                      |
| 11-10-2018                                                           | Pristina                                                             | Kosovo                                                               | 3 – 1                                                                | Malta                                                                | UEFA Nations League 2018-2019 - 1º turno                             | -                                                                    | 64’                                                                  |
| 14-10-2018                                                           | Baku                                                                 | Azerbaigian                                                          | 1 – 1                                                                | Malta                                                                | UEFA Nations League 2018-2019 - 1º turno                             | -                                                                    | Cap. 43’ 86’                                                         |
| 17-11-2018                                                           | Ta' Qali                                                             | Malta                                                                | 0 – 5                                                                | Kosovo                                                               | UEFA Nations League 2018-2019 - 1º turno                             | -                                                                    |                                                                      |
| 20-11-2018                                                           | Ta' Qali                                                             | Malta                                                                | 1 – 1                                                                | Fær Øer                                                              | UEFA Nations League 2018-2019 - 1º turno                             | -                                                                    | Cap. 81’                                                             |
| Totale                                                               |                                                                      | Presenze                                                             | 53                                                                   |                                                                      | Reti                                                                 | 0                                                                    |                                                                      |

## Palmarès

### Club

#### Competizioni nazionali
- Campionato maltese: 1

Marsaxlokk: 2006-2007
- Supercoppa di Cipro: 1

Apollōn Limassol: 2017